# سيم سيتي كريتور
سيم سيتي كريتور  (بالإنجليزية: SimCity Creator)‏ هي لعبة فيديو صدرت في سبتمبر 19, 2008، وهي متوفرة على أجهزة وي. اللعبة من تطوير هادسن سوفت ومن نشر إلكترونيك آرتس.